# Marius Winzeler
Marius Winzeler (7. prosince 1970 Männedorf, (kanton Curych), Švýcarsko) je švýcarský historik starého umění, kurátor sbírek muzeí a galerií a vědecký pracovník, který svou profesní dráhu zaměřuje na výzkum středoevropského umění a uměleckého řemesla od gotiky až po 19. století.

## Studia
V roce 1996 ukončil studia dějin umění, středověké archeologie a středoevropské literatury licenciátem na Univerzitě v Curychu (prof. Hans Rudolf Sennhauser), během univerzitních studií se také začal učit česky. Doktorát získal u prof. Roberta Suckaleho na univerzitě v Berlíně. Jako doktorskou disertaci zpracoval historii a umělecké sbírky kláštera St. Marienstern v Horní Lužici. V roce 2011 vyšla formou reprezentativní monografie.

## Zaměstnavatelé
- pracovník stavebního oddělení městského úřadu ve Winterthuru, inventarizace památek
- 1990–1992 odborný pracovník Saského zemského památkového institutu v Drážďanech
- 1998 kurátor 1. saské zemské výstavy Zeit und Ewigkeit v St. Mariensternu[1]
- spolupracovník a kurátor kulturně historického muzea ve Zhořelci
- kurátor sbírek umění muzea v Žitavě
- 2009–2015 ředitel Městských muzeí v Žitavě
- 2016–30.3.2021 ředitel sbírky starého českého umění Národní galerie v Praze
- od 1.10.2021 ředitel Grünes Gewölbe a Rüstkammer (Zbrojnice) Státních uměleckých sbírek v Drážďanech[2]

## Vědecká práce
Věnuje se dějinám umění střední Evropy od středověku po současnost, vzájemným regionálním vlivům, zejména mezi Německem, Rakouskem, Čechami a Lužicí. Publikoval kolem 80 odborných statí a dvě monografie. Významná je jeho organizační a editorská činnost, která čítá přes 30 titulů.